# Roland C-180
Roland C-180 – organy klasyczne C-180 firmy Roland.
Instrument działa w dwóch trybach: jako organy, dając realistyczne brzmienie organowe oraz jako multibrzmieniowy instrument muzyczny, udostępniając brzmienia od pianin, po instrumenty dęte, itp.
Przy zastosowaniu opcjonalnej klawiatury nożnej instrument ten może być wykorzystywany np. przez organistów w kościołach.
- Klawiatura 61 klawiszy (dynamiczna w trybie orkiestrowym i w MIDI Out)
- Polifonia 24 głosy
- Brzmienia organowe Principal 8’, Gemshorn 8’, Gedeckt 8’, Octave 4’, Spitzflote 4’, Na-zard 2-2/3’, Super Octave 2’, Quintflote 1-1/3’, Mixture IV, Trompete
- Basowe brzmienia organowe Subbass 16’, Octave 8’
- Brzmienia orkiestralne Piano, E Piano, Harpsichord, Chimes, Strings, Slow Strings, Harp, Brass, Electronic Organ, Choir 1, Choir 2
- Basowe brzm. orkiestralne String Bass, Electric Bass
- Multitimbral 5
- Programowanie pamięci Użytkowe (M1, M2, M3, M4), Fabryczne (pp, p, mf, f)
- Transpozycja -5/+6
- Stroje temperowane Mean Tone, Pythagorean, Kirnberger, Werkmeister I, Equal Tone
- Pogłos Regulowana głębokość pogłosu
- Sequencer 1-trakowy, pamięć na cztery utwory
- Złącza Słuchawkowe (x2), Sustain, pedał ekspresji, MIDI (In, Out), wyjście audio (L(MONO)/R), wejście na zasilacz AC
- Wzmocnienie/Wymiary/Waga 7W x2 (RMS)/993x121x321 mm/7,5 kg